# Comté de Kisii
Le comté de Kisii est un des six comtés de l'ancienne province de Nyanza au Kenya. Il n'a ni accès au golfe de Winam ni au lac Victoria. Il est peuplé par les Gusii et des Luo. Son chef-lieu est Kisii.

## Histoire
C'est le 4 août 2010, par l'adoption par les Kényans de la nouvelle Constitution, qu'est créé le comté. Cependant, il faut attendre le 28 mars 2013 pour la pérennisation de ses pouvoirs législatifs et exécutifs.

## Toponymie
Le mot Kisii a été inventé par les Britanniques qui trouvaient trop compliqué de prononcer le mot abagusii qui signifie « peuple de Mogusii » en ekegusii (la langue gusii).

## Géographie et géologie
Le point culminant est Kijaur hill à 2 166 m (0° 46′ 01″ S, 34° 58′ 56″ E).

## Population
La superficie totale est de 1 317,5 km2. Cette surface de terre ferme pour 1 152 282 habitants donne une densité réelle de peuplement de 874,6 hab./km2. Lors du dernier recensement national de 2009, cette population était composée de 245 029 familles, soit une moyenne de 4,70 personnes par famille et constituée par 550 464 personnes de sexe masculin et 601 818 personnes de sexe féminin.

## Situation sanitaire
Quelques particularités du comté :
- quatre hôpitaux publics importants et neuf hôpitaux publics secondaires ;
- douze cliniques privées ;
- deux maternités ;
- 103 dispensaires et centres de santé ;
- le ratio de docteurs en médecine est de 1 pour 34 992 habitants ;
- la mortalité infantile est de 90 ‰ et la mortalité juvénile de 109 ‰

## Enseignement
Selon le rapport annuel Statistical Abstract 2010 édité par le Kenya National Bureau of Statistics (KNBS),  (ISBN 9966-767-24-X) et concernant l'année 2009, le comté compte :
- 319 820 enfants scolarisés dans 1 101 écoles primaires ;
- 60 098 étudiants scolarisés dans 363 établissements du secondaire ;
- 70 institutions du supérieur.

## Structure sociétale

### Structure exécutive et législative
Depuis le 28 mars 2013, et consécutivement aux élections générales du 4 mars 2013, le comté (County), comme tous les autres comtés du Kenya, est semi-autonome par rapport au gouvernement central. L'entité peut lever des impôts ou adopter des règlements locaux (par ex. : urbanisme, police) ainsi que gérer les ressources naturelles, humaines et les infrastructures pour autant que la décision ne soit pas contraire ni à la Constitution ni aux Lois de l'État. L'autorité exécutive du comté est responsable des moyens qui lui sont apportés par l'exécutif national.
L'autorité exécutive comporte un gouverneur, un vice-gouverneur et dix autres membres. Le gouverneur actuel est James Ongwae (ODM)
L'assemblée locale est constituée de 75 élus (un par Ward, « autorité locale ») auxquels il faut ajouter le Président ex officio de l'assemblée locale (Chairman of the County Cuncil).

### Structure administrative
Le comté est divisé, depuis 2009, en sept districts (wilaya) eux-mêmes partagés en divisions administratives (tarafa), elles-mêmes divisées en localités (Mtaa) et, enfin, ces dernières en quartiers (Kijiji) :
- Bobasi, chef-lieu Nyamache ;
- Bomachoge, chef-lieu Ogembo ;
- Bonchari, chef-lieu Suneka ;
- Kitutu Chache, chef-lieu Kisii ;
- Nyaribari Chache, chef-lieu Keroka ;
- Nyaribari Masaba, chef-lieu Masimba ;
- South Mugirango, chef-lieu Nyamarambe.

Depuis les élections générales du 4 mars 2013, les districts ne sont plus gérés par l'exécutif national mais bien par l'exécutif local du comté.

### Structure électorale
Depuis 1988, le comté est constitué de sept circonscriptions électorales (Constituencies). Chacune des circonscriptions, qui sont, depuis 2010, territorialement équivalentes aux districts, est représenté par un député (Member of Parliament ou MP) à l'Assemblée nationale qui compte actuellement 351 membres. Depuis 2013, le comté compte deux circonscriptions supplémentaires, soit neuf au total.
Durant l'élection législative du 4 mars 2013, les électeurs du comté ont aussi, pour la première fois, élu leur représentant au Sénat. Celui-ci est Christopher Obure (ODM).

### Localités et autres lieux du comté
- Kisii, chef-lieu du comté et du district de Kitutu Chache.

### Personnalités liées au comté
- Grace Kwamboka Momanyi, athlète en courses de fond ;
- Isabella Ochichi, athlète en courses de fond ;
- Yobes Ondieki, athlète en courses de fond ;
- Charles Asati, athlète en courses de sprint ;
- Maurice Michael Otunga, fut évêque du diocèse de Kisii.

## Sources et bibliographie
Statistical Abstract 2010 édité par le Kenya National Bureau of Statistics (KNBS),  (ISBN 9966-767-24-X)